# Wacholderheide Nassenberg
Koordinaten: 50° 11′ 21″ N, 7° 3′ 1″ O
Die Wacholderheide Nassenberg ist ein Naturschutzgebiet im Landkreis Cochem-Zell in Rheinland-Pfalz. Das 5,3 ha große Gebiet liegt im nordöstlichen Bereich der Ortsgemeinde Alflen.
Schutzzweck ist die Erhaltung charakteristischer Landschaftselemente, extensiv genutzter Weiden, insbesondere der Wacholderbestände einschließlich der an diesen Lebensraum gebundenen Tiere und Pflanzen aus wissenschaftlichen Gründen.